# Fish (Shell)
Auf unixoiden Betriebssystemen ist die Fish-Shell (für friendly interactive shell) eine sogenannte exotische Shell: Deren Syntax stammt weder von der Bourne-Shell (bash, ksh, zsh) noch von der C-Shell (csh, tcsh) ab. Die Fish-Shell erleichtert durch eine Autovervollständigung die Arbeit; sie schlägt abhängig von früheren Eingaben und den aktuell gemounteten Laufwerken Befehle, Optionen und Verzeichnispfade vor, diese können mit Tabulator- und Pfeiltasten ausgewählt werden. Ebenso erleichtert Fish die Arbeit, indem es Hilfe-Texte anbietet und verständliche Fehlermeldungen zurückgibt. Viele nützliche Befehle und Optionen können so, in der Konsole selbst, durch den Benutzer entdeckt werden.

## Syntax und Beispiele
Die Syntax ähnelt einer POSIX-kompatiblen Shell wie bash, weicht aber in wichtigen Eigenschaften ab. Die Gestalter von fish glaubten, in gewisser Hinsicht sei die POSIX-Shell schlecht designt worden. Zum Beispiel kann man mit der POSIX-Syntax den Gültigkeitsbereich von Variablen nicht verändern sowie keine Arrays und keine Funktionen definieren.
```
# Dieser Befehl weist der Variablen "foo" den Wert "bar" zu.

# fish verzichtet auf '=' als Zuweisungsoperator, da dieser wegen

# seiner Leerraum-Sensitivität häufig falsch benutzt wird; zwei

# Objekte müssen also nicht durch einen Operator getrennt werden.

>
 
set
 foo bar

>
 
echo
 
$foo

# Der Output des Befehls 'pwd' wird in der Variable 'wd'

# gespeichert. fish verwendet, ungleich bash, nicht ``, da

# es mit '' verwechselt werden kann und ohnehin keine

# Verschachtelung zulässt.

>
 
set
 wd 
(
pwd
)

>
 
set
 wd 
$(
pwd
)
 
# ab Version 3.4

>
 
echo
 
$wd

# Arrays. 'A' ist ein Array mit fünf Werten:

>
 
set
 A 
3
 
5
 
7
 
9
 12

# Ein Segment eines Arrays extrahieren:

>
 
set
 B 
$A
[
1
 2
]

>
 
echo
 
$B

3
 5

# Index eines Arrays – und sogar ein Befehl ('seq 3')

# kann als Index verwendet werden:

>
 
echo
 
$A
[(
seq 3
)]

3
 
5
 7

# B enthält 3 und 5. Mit

>
 
set
 --erase A
[
$B
]

# wird das dritte und fünfte Element von A entfernt:

>
 
echo
 
$A

3
 
5
 9

# for-Schleife, um jpg-Dateien zu png-Dateien

# umzuwandeln:

>
 
for
 i 
in
 *.jpg
    convert 
$i
 
(
basename 
$i
 .jpg
)
.png
  
end

# Eine Funktion definieren:

>
 
function
 hello
    
echo
 
"Hello 
$argv
!"

  
end

# Die Funktion für den späteren Gebrauch abspeichern:

>
 
funcsave 
hello

# Die Liste der zur Zeit in fish definierten Funktionen ansehen:

>
 
functions
 -n

# Den Typ eines Objektes abrufen (bei in fish definierten Funktionen wird der Programmcode angezeigt):

>
 
type 
file

# Aus den installierten Manpages Vorschläge für Optionen generieren:

>
 
fish_update_completions

```